# Dragon 2
Dragon 2 — клас частково багаторазових космічних кораблів, що розробляється американською компанією SpaceX, за дизайном — наступник вантажного космічного корабля Dragon. Корабель спроєктований для встановлення на ракету-носій Falcon 9 Block 5, капсула має приводнюватись в океані. У порівнянні з попередником, корабель має більші вікна, нові комп'ютери і авіоніку, перероблені сонячні панелі. Корабель виготовлятиметься у двох версіях: Crew Dragon 2 — пілотована капсула, яка здатна транспортувати до семи астронавтів і Cargo Dragon 2, модифікована версія попереднього варіанта Dragon. Варіант Crew Dragon 2 буде обладнаний двигунами SuperDraco з чотирьох сторін, по два двигуни з кожної, вони можуть застосовуватись для аварійної рятувальної системи. Хоча первісно обидва варіанти планувались для логістичних місій до МКС за програмами Commercial Resupply Services 2 і Commercial Crew Development, пілотована версія, мала здійснювати польоти за Низьку навколоземну орбіту з туристичними місіями до Місяця.
Розробка Crew Dragon 2 розпочалась як проєкт DragonRider у 2010 році, коли NASA почало шукати приватних підрядників для доставки екіпажу до МКС за програмою CCDev. Публічно дизайн був оприлюднений у травні 2014 року, а у жовтні 2014-го корабель був обраний разом із космічним кораблем CST-100 Starliner компанії Boeing для доставки екіпажу до МКС. Розглянувши пропозиції, NASA вибрало найдешевші варіанти і надало SpaceX 2,6 млрд дол для подальшої розробки корабля, на відміну від 4,2 млрд дол, які були надані компанії Boeing. 2 березня 2019 року успішно відбувся перший непілотований тестовий політ, а пілотований спочатку був запланований на червень 2019 року, потім перенесли на листопад 2019 року. Корабель Cargo Dragon 2 був обраний у січні 2016 року разом із компанією Northrop Grumman Innovation Systems з кораблем доставки вантажів Cygnus та компанією Sierra Nevada Corporation з кораблем доставки Dream Chaser для доставки вантажів за програмою CRS2. Перший політ Cargo Dragon 2 за програмою CRS2 запланований після останньої місії за Commercial Resupply Services (SpaceX CRS-20) у січні 2020 року.
Планувалось, що капсула Dragon 2, яку використовували у першому тестовому польоті, буде задіяна для тестування рятувальної системи корабля під час польоту, проте, ця капсула вибухнула внаслідок тестування двигунів SuperDraco 20 квітня 2019 року. Розслідування інциденту було завершено 15 липня 2019 року, причиною аварії стала відмова зворотного клапана гелієвої системи наддуву рухової установки, що, під час запуску двигуна, призвело до його займання. Тестування рятувальної системи корабля у польоті відбулось 19 січня 2020 року.
Запуск другого демонстраційного польоту корабля відбувся із КЦ ім. Кеннеді, майданчик LC-39a ракетою Falcon 9. Старт здійснено 30 травня 2020 року, 19:22 (UTC).
Станом на квітень 2025 року було збудовано 13 кораблів (7 пілотованих, 3 вантажних і 3 прототипи), з них використовується 9 (5 пілотованих, 3 вантажних і 1 прототип), інші було списано, причому один вибухнув під час тестів.

## Проєктування і версії корабля

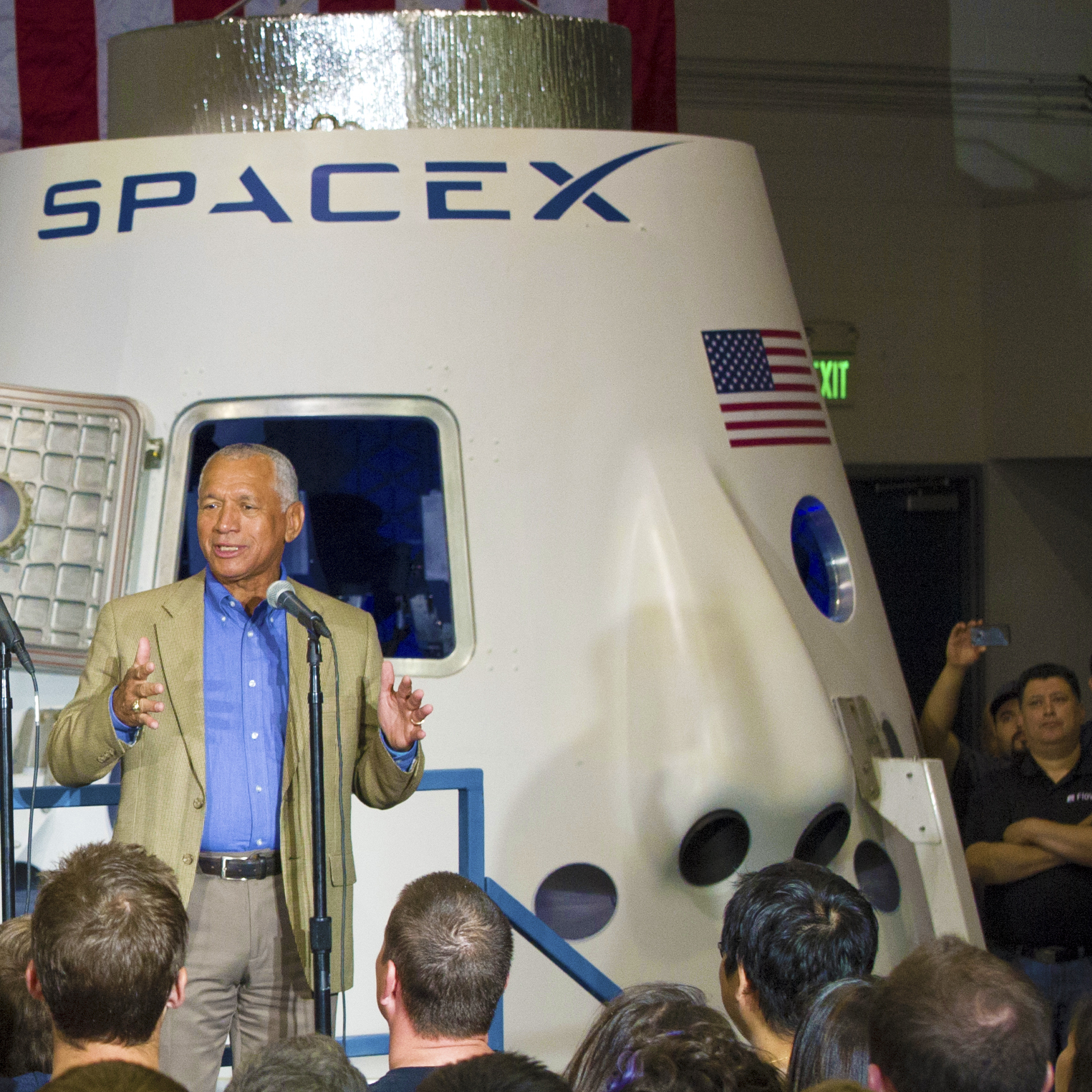
Макет DragonRider 2012 року, який демонструє рятувальну систему корабля- двигуни вмонтовані ззовні капсули.

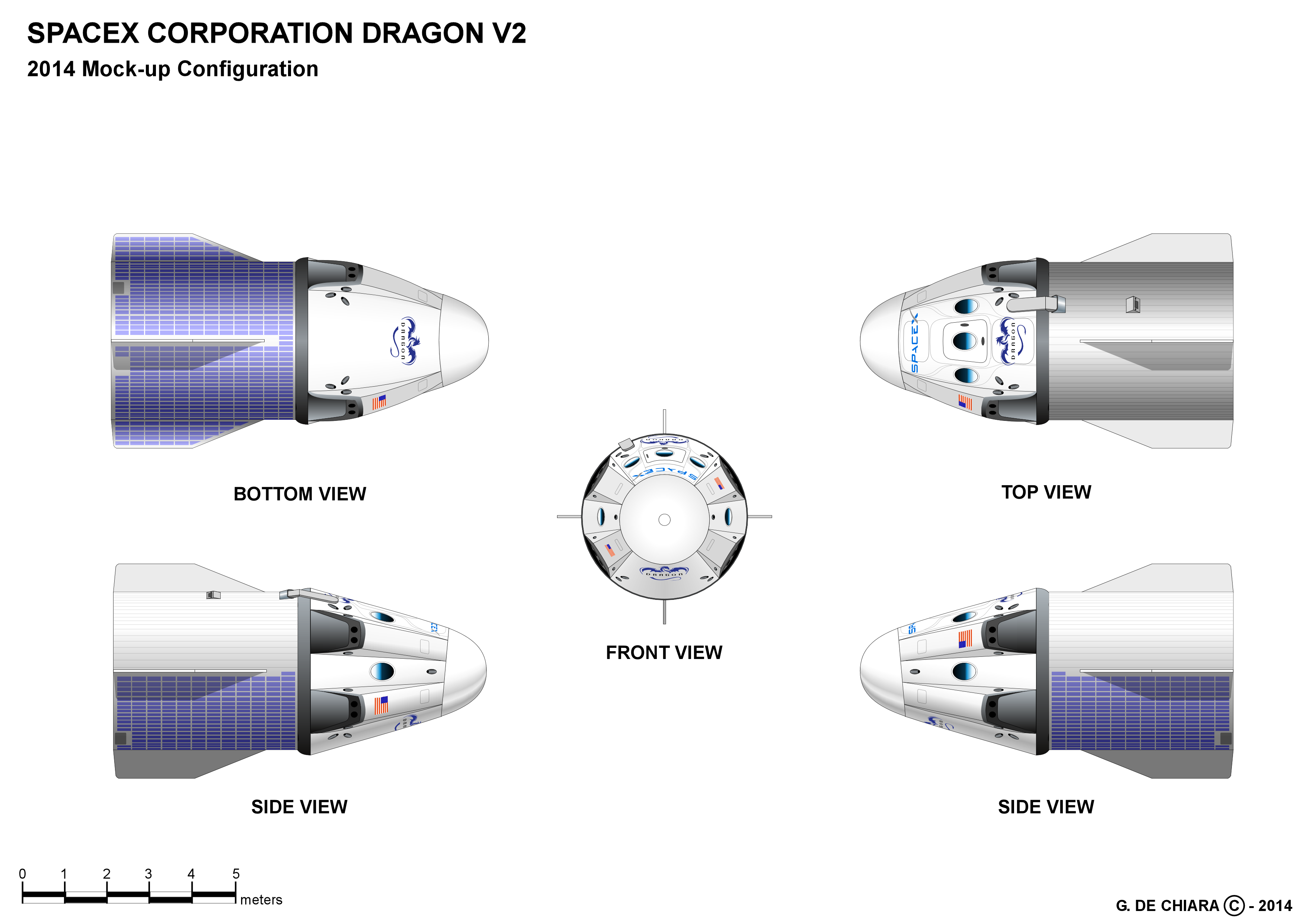
Зображення Crew Dragon з різних кутів станом на 2014 рік.

Dragon 2 матиме дві версії: Crew Dragon та Cargo Dragon.
Первісно, пілотована версія мала назву DragonRider і призначалася для транспортування екіпажу з семи астронавтів, або комбінації астронавтів і вантажів. Планувалось, що корабель матиме можливість автономного польоту і стикування в автоматичному режимі. Конструкція передбачала використання стикувальної системи NASA (NDS) для стикування з МКС. Під час типової місії, DragonRider міг бути стикованим з МКС 180 днів, проте конструкція передбачає період у 210 днів, так само як і російського космічного корабля Союз. Від попередньої конструкції, яка була оприлюднена у 2010 році, SpaceX планує використати у кораблі Dragon інтегровану рятувальну систему, яка має кілька переваг у порівнянні з баштовою системою. Ці переваги включають: можливість повністю вийти на орбіту, багаторазовість системи, збільшена безпечність польоту екіпажу за допомогою відсутності відділення ступеня і здатність використовувати двигуни рятувальної системи під час приземлення для точнішої посадки капсули на землю.
SpaceX спочатку почала сертифікацію своєї схеми посадки за допомогою двигунів паралельно з парашутною системою з посадкою на поверхню океана або землю для корабля Dragon 2 з метою «переконати у безпечності і надійності доставки астронавтів США у 2017 році». SpaceX зробила заяву, що «система приземлення на землю стане базовою для ранніх місій після сертифікації» в той час, коли NASA запропонувала «систему приводнення капсули за допомогою парашутів у якості базової для перших польотів Crew Dragon». Таким чином, парашутна система була запасною, пізніше, посадка «на двигунах» була скасована і як основну використовуватимуть парашутну систему у всіх місіях.
У 2011 році SpaceX доручила Paragon Space Development Corporation розробити систему життєзабезпечення корабля DragonRider. У 2012 SpaceX вела перемовини з розробниками орбітального обладнання щодо розробки скафандра для використання під час запуску і повернення капсули.
18 травня 2012 року на конференції NASA, SpaceX підтвердила, що вартість пілотованого польоту Dragon становитиме 160 млн дол., або 20 млн дол. за кожне місце у кораблі з максимальною кількістю 7 астронавтів, якщо NASA замовить не менш чотирьох польотів на рік. Контракт NASA і Роскосмосу передбачає вартість 76 млн дол. за місце в кораблі.
Конструкцію корабля SpaceX оприлюднила 29 травня 2014 року під час заходу у Готорні, Каліфорнія. У жовтні 2014 року NASA обрала Dragon як одного з кандидатів для доставки американських астронавтів до МКС за програмою Commercial Crew. SpaceX планує використовувати ракету-носій Falcon 9 Block 5 для запуску корабля Dragon 2.

## Технічні параметри

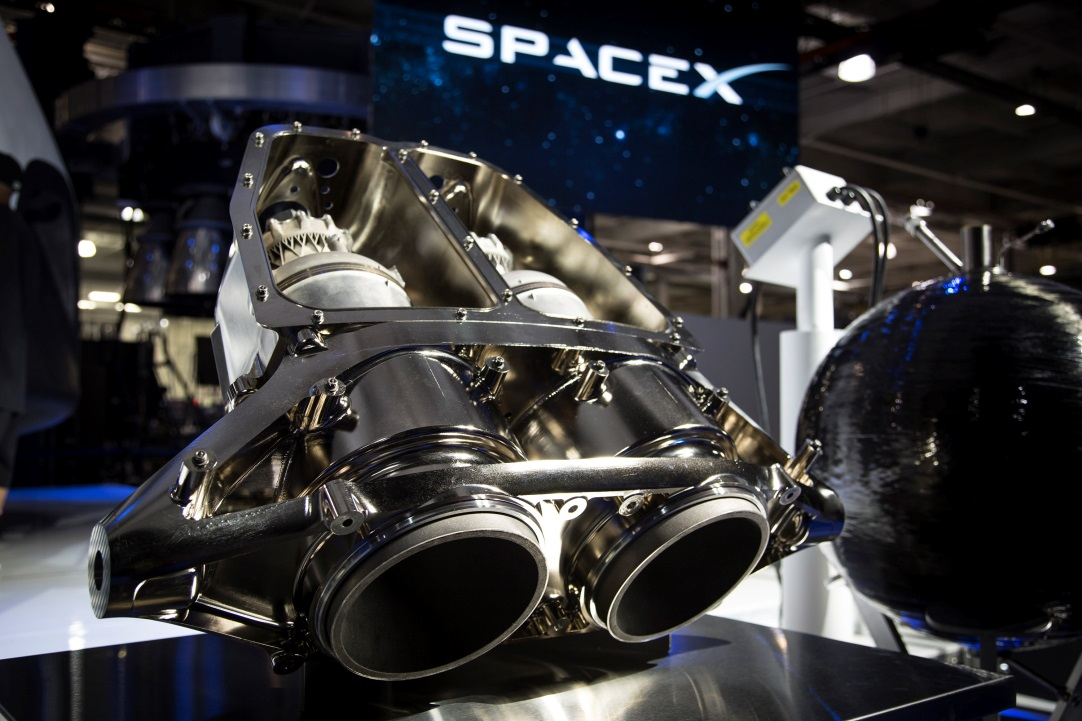
Двигуни SuperDraco

Не дивлячись на зовнішню візуальну схожість із вантажним кораблем Dragon, пасажирська версія Dragon V2 має багато відмінностей і покращень, пов'язаних, у тому числі, і з підвищеними технічними вимогами для кораблів з екіпажем:
- Багаторазовість: часткова багаторазовість, корабель може здійснювати польоти багато разів, значно зменшуючи вартість доступу у космос. SpaceX заявляє про можливість здійснення десяти польотів без відновлення капсули (станом на 2025 рік було зроблено до 5 польотів кількома кораблями);
- Місткість: 3307 кг для Cargo Dragon 2, сім астронавтів для Crew Dragon 2 (7 — максимум; 4 — звичайна місткість);
- Приземлення: чотири головні парашути забезпечать приводнення капсули, можлива розробка приземлення за допомогою двигунів SuperDraco;
- Двигуни (лише Crew Dragon)[26]: вісім двигунів, вмонтованих по бокам капсули, здвоєнні, кожен двигун має потужність 71 кН тяги, кожен блок має назву «квад», він складається з двох двигунів SuperDraco плюс чотирьох двигунів Draco, «номінально, на орбіті використовуватимуть лише два квади з двигунами Draco, два квади зарезервовані для приземлення (SuperDraco)»[18];
- Камера згоряння двигуна SuperDraco друкується за допомогою 3D-принтера зі спеціального матеріалу інконелю — сплаву нікелю та заліза, — використовуючи процес прямого лазерного спікання металу;
- Стикування: замість вантажного варіанта універсального механізму СВМ буде використаний новий механізм NDS, який підтримує як повністю автоматичне стикування, так і ручне, з кабіни корабля;
- Баки пального: сферичні композитні резервуари, виготовлені з використанням титана і карбона, які слугують для вміщення стисненого гелію і компонентів палива для двигунів SuperDraco і Draco. Гелій використовують для створення високого робочого тиску в камерах згоряння двигунів;
- Термоізоляційний щит: необхідний для входження в атмосферу, буде використовувати нове, третє покоління абляційного матеріалу PICA-X;
- Панель керування: екрани, на які виводяться всі необхідні дані і показники польоту, і кнопки, що дублюють основні функції космічного корабля;
- Герметичний відсік: для екіпажу і вантажу вмонтовані 2 ряди сидінь із вуглецевого волокна (4+3 місця), системи контролю внутрішнього середовища (температури від 15 до 26 градусів Цельсія) і системи життєзабезпечення;
- Корабель розрахований на роботу в повному вакуумі, астронавти будуть одягнуті в розроблені SpaceX костюми життєзабезпечення, які дозволяють вижити у випадку розгерметизації кабіни. Також екіпаж зможе повернутись, якщо в кораблі з'явиться витік до 0,25 дюйма у діаметрі[18];
- Рухомий баласт: дозволить більш точно контролювати висоту космічного польоту під час входження в атмосферу і більш точно здійснити посадку[18];
- Носовий конус: захищає стикувальний адаптер під час польоту в атмосфері, має скошену форму і буде багаторазовим. Перед стикуванням з МКС, конус буде відкриватись і закриватись після відстиковки[18][23];
- Вантажний відсік: третій структурний елемент корабля, трохи подовжений у порівнянні з вантажною версією, має панелі сонячних батарей і радіатори системи терморегулювання корабля. Закрилки допоможуть стабілізувати корабель при використанні системи аварійного рятування. Широкі крила сонячних батарей будуть замінені, у цілях скорочення кількості механізмів і спрощення системи в цілому. Замість цього, панелі сонячних батарей будуть повністю вкривати одну половину зовнішньої поверхні відсіку, яка буде повернена до Сонця під час польоту в космосі[18];
- Діаметр 4 оглядових вікон у герметичному відсіку буде збільшений[27].

## Плановані транспортні місії

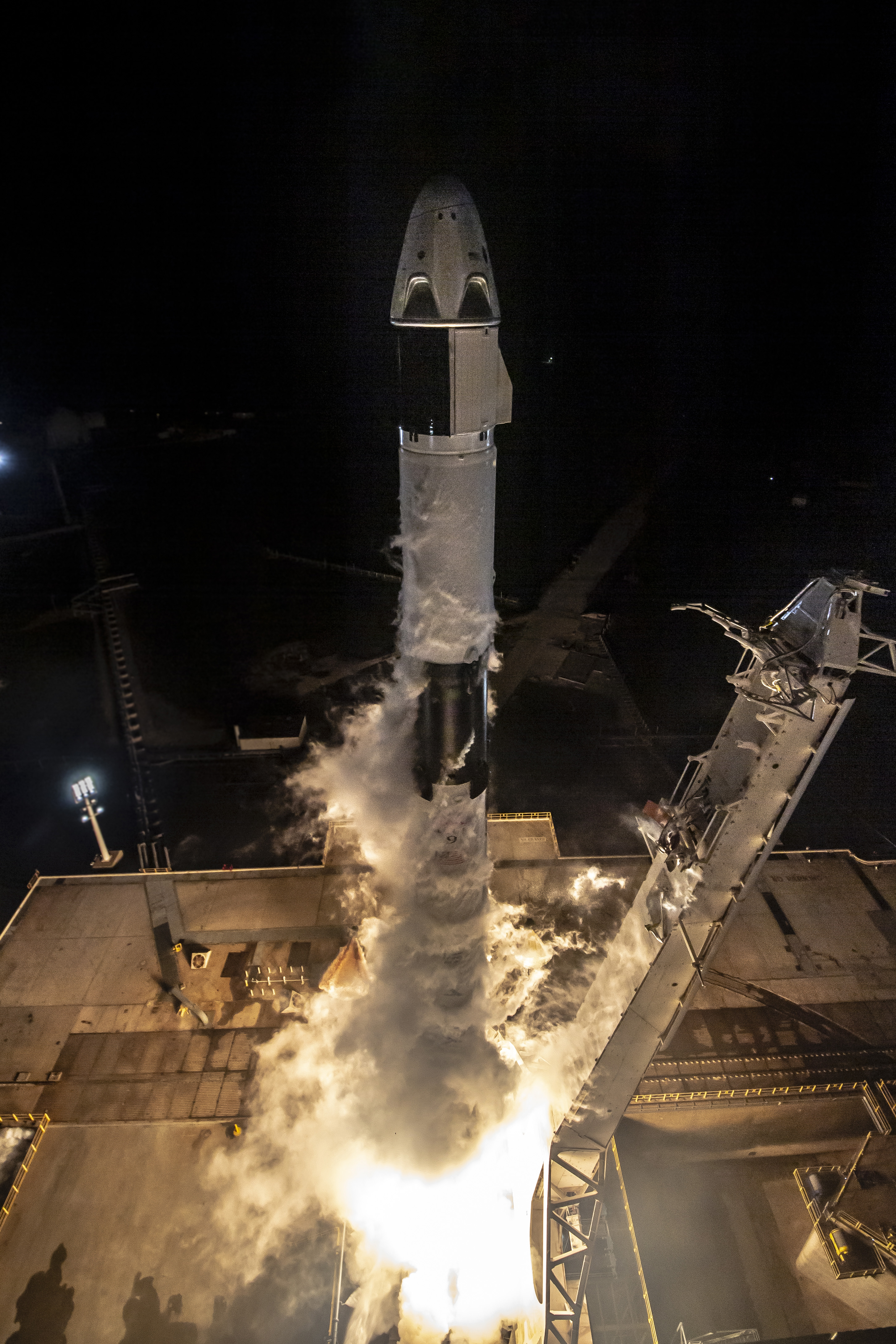
Перший непілотований тестовий політ Dragon 2 на Falcon 9.

Dragon сконструйований для здійснення місій, у яких необхідне використання капсули, як комерційних так і державних замовників. SpaceX і Bigelow Aerospace працюють разом для доставки пасажирів на ННО на комерційній основі, один із проєктів — Комерційна космічна станція Бігелоу. У цьому проєкті заплановано використання всіх семи місць на кораблі Dragon 2.
SpaceX брала участь у тендерах NASA на доставку кількох специфічних пілотованих і транспортних місій до МКС за третьою фазою програми Commercial Crew Development.
У серпні 2014 року, під час презентації, SpaceX повідомила, що NASA обрало корабель Dragon 2 для здійснення місій з доставки астронавтів до МКС за програмою Commercial Crew Transportation Capability (CCtCap, Commercial Crew Development), у місіях будуть використані чотири місця із семи можливих, NASA повідомляє, що буде використовувати вільне місце у капсулі для доставки вантажу. Також всі приземлення корабля Dragon 2 заплановано здійснювати за допомогою парашутів, а тягу двигунів Super Draco мають використовувати лише перед самою посадкою.
16 вересня 2014 року NASA оголосило, що компанії SpaceX і Boeing обрані для забезпечення доставлення астронавтів до МКС. SpaceX отримала 2,6 млрд дол. за цим контрактом. NASA вважає, що корабель Dragon економніший за інші пропозиції.
Це перший досвід, за 50 років, коли NASA ухвалило рішення щодо запуску, транспортування і підтримку космічного корабля з астронавтами без безпосереднього контролю з боку NASA.
29 травня 2014 році Ілон Маск повідомив, що старшу версію корабля Dragon будуть використовувати у тандемі з Dragon 2 як вантажний пором у найближчі роки.
Під час тестування рятувальної системи на початку травня 2015 року, Ілон Маск оголосив плани для корабля Dragon 2 разом із ракетою-носієм Falcon Heavy: транспортування наукових вантажів по Сонячній системі, до трансмісячної орбіти, до зовнішніх кордонів Сонячної системи — Марса, супутнику Юпітера — Європи. Компанія очікує, що зможе доставляти 2—4 т вантажу до поверхні Марса, включаючи м'яку посадку за допомогою двигунів SuperDraco через невеликий супротив атмосфери. Для цілей без атмосфери, Dragon не матиме парашутної системи, теплового щита і додаткового пального. Проте, ці плани були скасовані, через скасування тягової системи приземлення Dragon у середині 2017 р.
У серпні 2018 році, NASA та SpaceX погодили завантажувальні процедури для пального, рідин для корабля та екіпажу. Першим має подаватись гелій, після розміщення екіпажу, приблизно за 2 години до запуску; наземний персонал після цього залишає стартовий стіл. Рятувальна система активується приблизно до 40 хвилин до запуску разом з завантаженням палива кількома хвилинами пізніше. Перший непілотований тестовий політ до МКС відбувся 2 березня 2019 року.
У червні 2019 році компанія Bigelow Space Operations повідомила про бронювання 4 місій за допомогою SpaceX до МКС на початку 2020 за ціною приблизно 52 млн дол. за одне місце. Ці плани було скасовано в вересні 2019 року.

## Тестові польоти

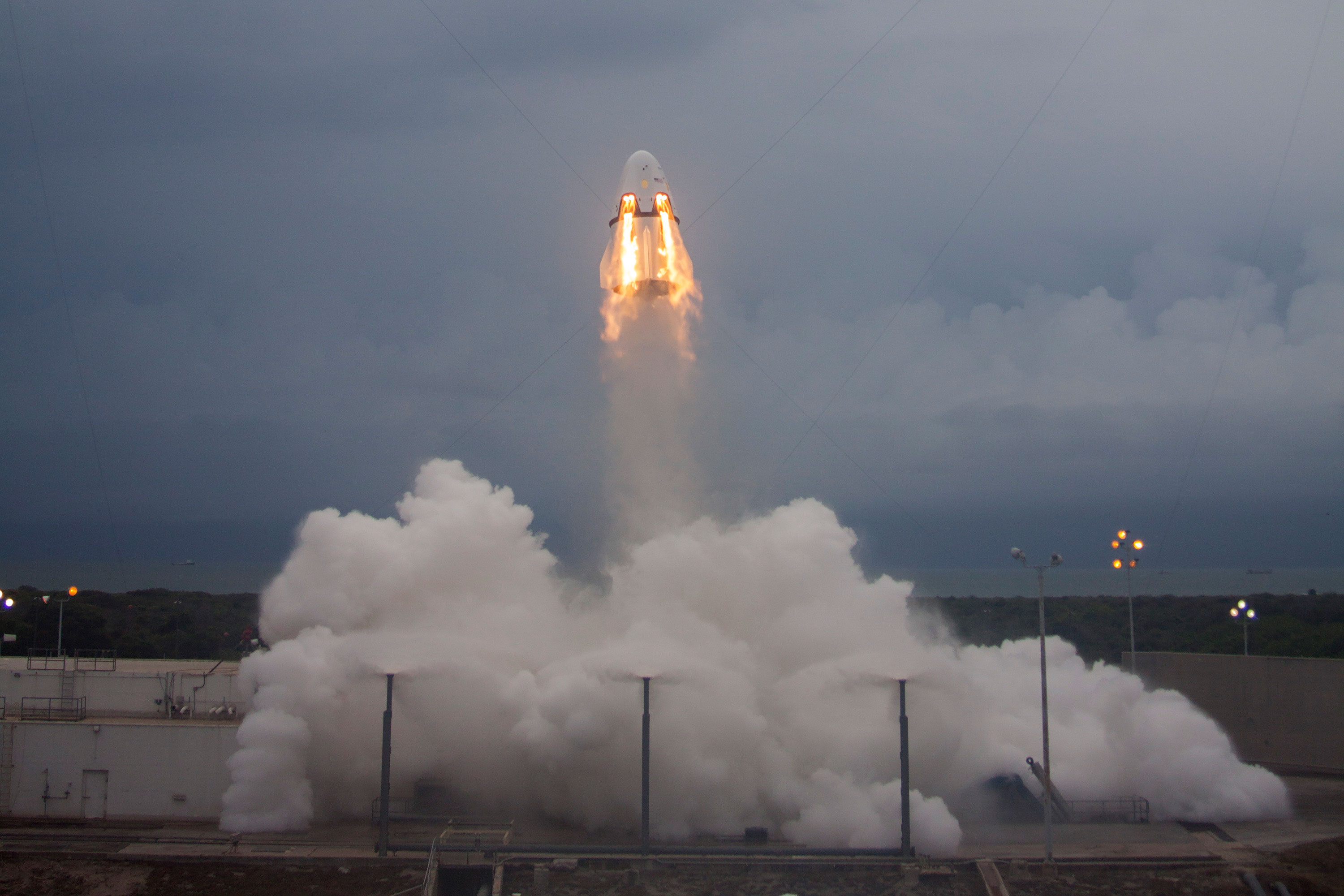
Тест рятувальної системи капсули Dragon 2.

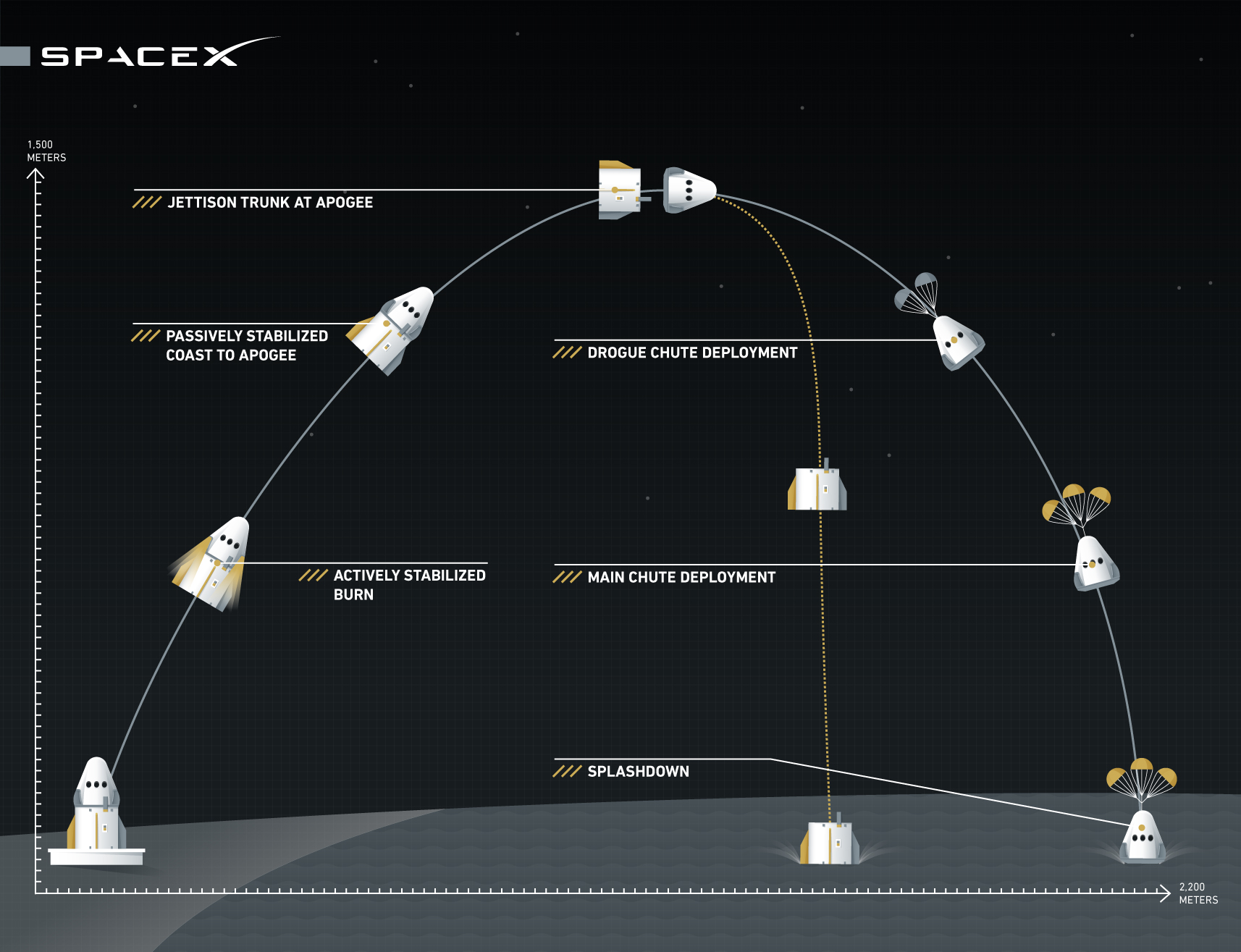
Інфографіка тесту рятувальної системи корабля Dragon 2 у травні 2015 року.

SpaceX планує серію з чотирьох тестових польотів Dragon 2, які включають два тести рятувальної системи, застосування рятувальної системи у польоті, непілотований тестовий орбітальний політ до МКС і фінальний 14-денний пілотований демонстраційний політ до МКС, запланований на 2019 рік.
На відміну від поширеної, «тягнучої» схеми системи аварійного рятування, яка складається з обтікача з твердопаливною ракетою на верху корабля, і відокремлюється після виходу апарата за межі атмосфери (наприклад Аполлон, Союз, Оріон), Dragon V2 буде використовувати власні двигуни SuperDraco («штовхаюча схема») за наявності аварійної ситуації. Всі 8 двигунів будуть вмикатися одночасно для максимально швидкого віддалення від аварійної ракети-носія. Оновлений негерметичний відсік (trunk) із системою закрилків буде залишатися з'єднаним із капсулою для стабілізації польоту. При досягненні висоти 1,5 км негерметичний відсік буде від'єднаний і почнеться процес приземлення космічного корабля. Можливі різні варіанти приземлення: за допомогою гальмівних і основних парашутів або з використанням двигунів SuperDraco для керованого приземлення на посадковий майданчик.
У процесі тестування системи, а також у перших тестових польотах Dragon V2 до МКС будуть використовувати варіант із використанням парашутів і коротким включенням двигунів для фінального пом'якшення удару. Повністю кероване приземлення на двигунах SuperDraco (без використання парашутів) буде проводитися після ліцензування NASA цього процесу.
Ліцензування корабля Dragon V2 для пілотованих польотів до МКС у рамках програми NASA Commercial Crew Integrated Capability включає 2 тестових випробування системи аварійного рятування.

### Випробування рятувальної системи
Випробування проведено 6 травня 2015 року на стартовому майданчику SLC-40, мис Канаверал. Тестувальний Dragon 2 стартував зі стенда, який імітує верхню частину ракети-носія Falcon 9. Всі 8 двигунів SuperDraco працювали протягом 5,5 секунд, потім, при досягненні апогею в 1187 м був від'єднаний вантажний відсік, через кілька секунд були випущені 2 гальмівних парашути, а потім 3 основних. Корабель приводнився через 99 секунд після запуску в 1202 м від стартового майданчика. Всередині корабля знаходився випробувальний манекен із багатьма датчиками, під час аварійного польоту максимальні перевантаження складали 6g. За заявою Ілона Маска, Dragon 2 досяг швидкості 160 км/год за 1,2 секунди, максимальна швидкість складала 550 км/год.

### Тест на «зависання» у повітрі

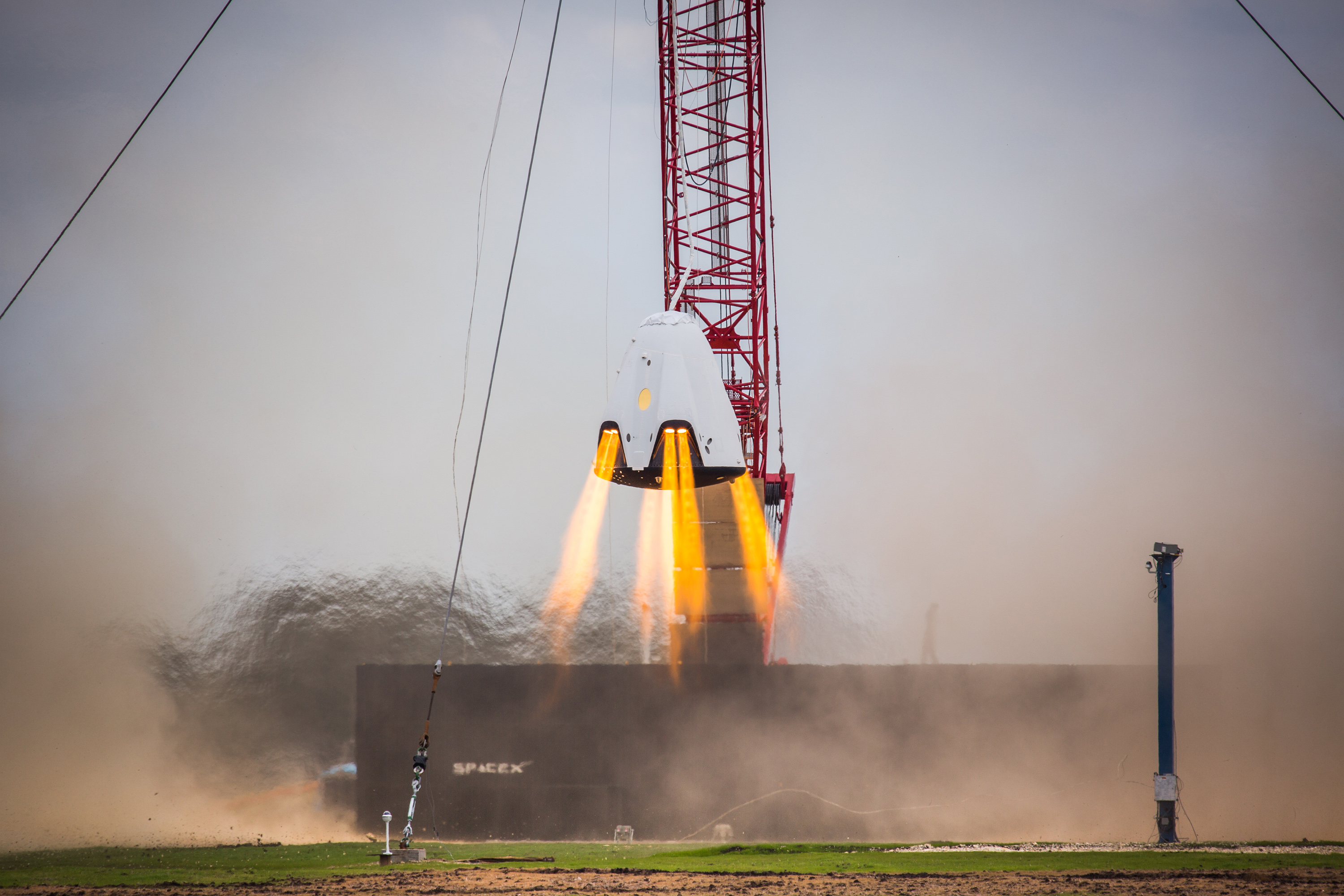
Dragon 2 з включеними двигунами під час тесту.

24 листопада 2015 року SpaceX здійснила тест корабля на «зависання» у повітрі в рамках випробування рятувальної системи. Тест відбувся у Макгрегорі, Техас. У відео випробування можна побачити корабель з кабелем і запалювання двигунів SuperDraco. Капсула впродовж 5 секунд трималась у повітрі, тримаючи баланс за допомогою 8 двигунів, тяга яких була зменшена для компенсації гравітації. На відео присутнє тестування корабля, яке складається з двох частин. Перший тест, коротке включення двигунів для перевірки системи запалювання, було завершене 22 листопада 2015. Тестовий засіб такий самий, який використовували для тестування рятувальної системи у 2015: названий DragonFly.

### Непілотований орбітальний тестовий політ

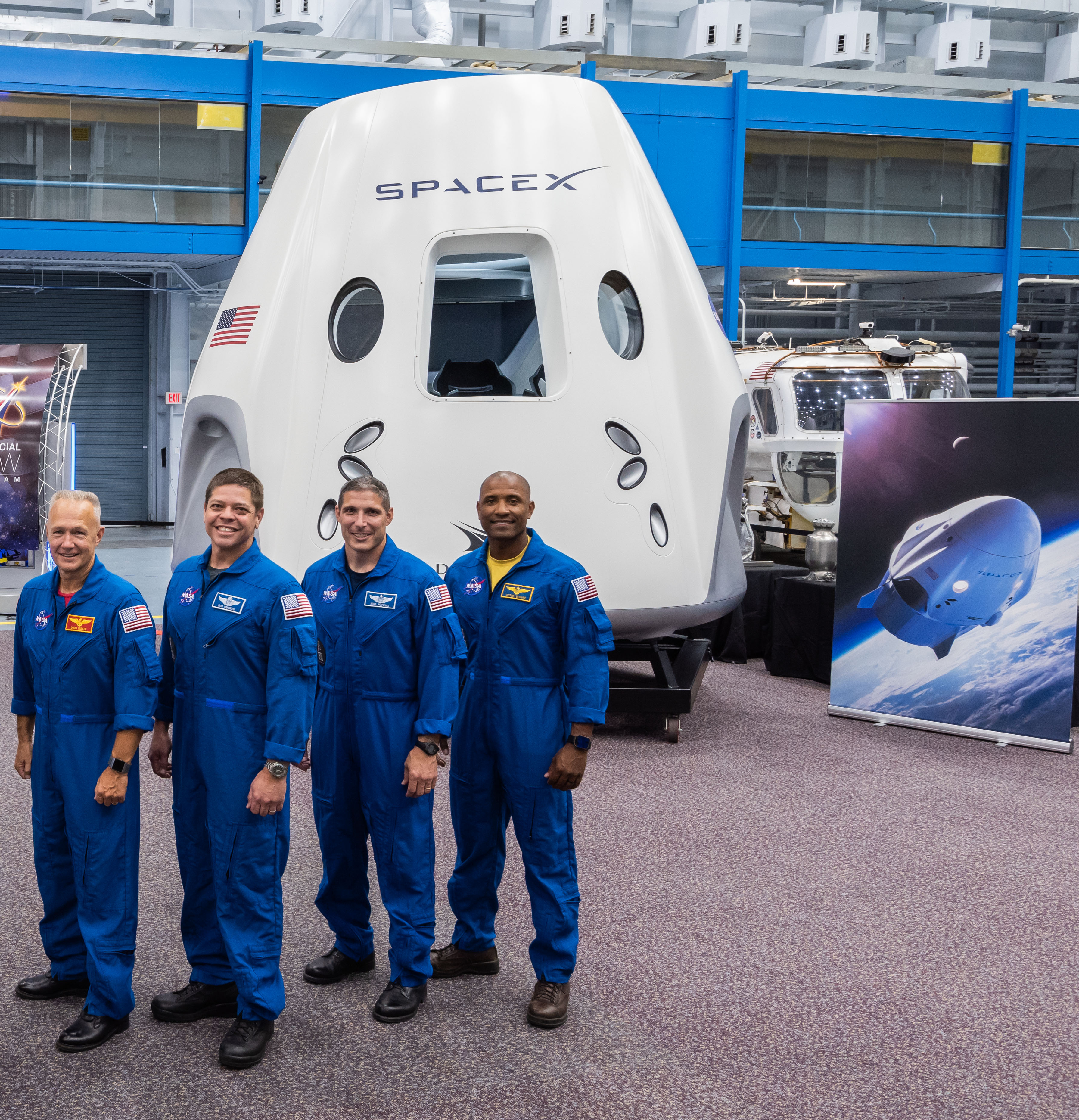
Макет Dragon 2 і астронавти, обрані для перших двох місій, зліва направо: Дуглас Герлі, Роберт Бенкен, Майкл Хопкінс, Віктор Гловер.

У 2015 році, NASA назвала чотирьох перших астронавтів за програмою Commercial Crew, що будуть працювати з компаніями SpaceX та Boeing — Роберт Бенкен, Ерік Аллен Боу, Суніта Лін Вільямс, Дуглас Герлі. Місія SpX-DM2 має завершити останній етап програми Commercial Crew Development, забезпечивши початок комерційних місій до МКС за програмою Crew Transportation Services. 3 серпня 2018 року NASA оголосило екіпаж місії DM-2. Екіпаж із двох астронавтів — Роберт Бенкен і Дуглас Герлі. Бенкен брав участь у місіях STS-123 і STS-130. Герлі до цього був пілотом у місії STS-127 і в фінальній місії програми Шаттл — STS-135.
Перший орбітальний тестовий політ Dragon 2 буде непілотованим, назва місії SpaceX DM-1 і заплановано станом на лютий 2019 року — 2 березня 2019 року. Космічний апарат протестує наближення і автоматичне стикування з МКС, після кількох тижнів, корабель здійснить відстикування, входження в атмосферу і приземлення. Після цього капсула буде відновлена для здійснення пілотованої місії. Системи життєзабезпечення працюватимуть весь час польоту. Ця капсула мала бути використана для тестування рятувальної системи під час польоту у червні, проте вона була зруйнована під час тестування 20 квітня 2019 року.

### Вибух і знищення Crew Dragon
Перший випробувальний політ пілотованого корабля (без екіпажу) відбувся 2 березня 2019 року, апарат літав до Міжнародної космічної станції. Перший запуск Crew Dragon з екіпажем планувався на листопад. Проте 20 квітня 2019 року під час вогневих випробувань двигунів пілотованого корабля Crew Dragon відбувся вибух — позаштатна ситуація сталася 20 квітня на мисі Канаверал у Флориді (США) під час випробувань системи аварійного порятунку літального апарата. У травні компанія SpaceX визнала, що в ході інциденту корабель Crew Dragon був знищений. 16 липня SpaceX назвала причиною вибуху відмову зворотного клапана гелієвої системи наддуву рухової установки. Зазначається, що інцидент, який стався за 0,1 секунди до запуску двигунів SuperDraco системи аварійного порятунку корабля, був спровокований потраплянням окисника (динітроген тетраоксиду) в трубу системи наддуву, який в умовах високих температур і тиску при взаємодії з титановим клапаном викликав загоряння. З метою безпеки SpaceX замінила зворотні клапани на розривні мембрани.

### Тест рятувальної системи в польоті

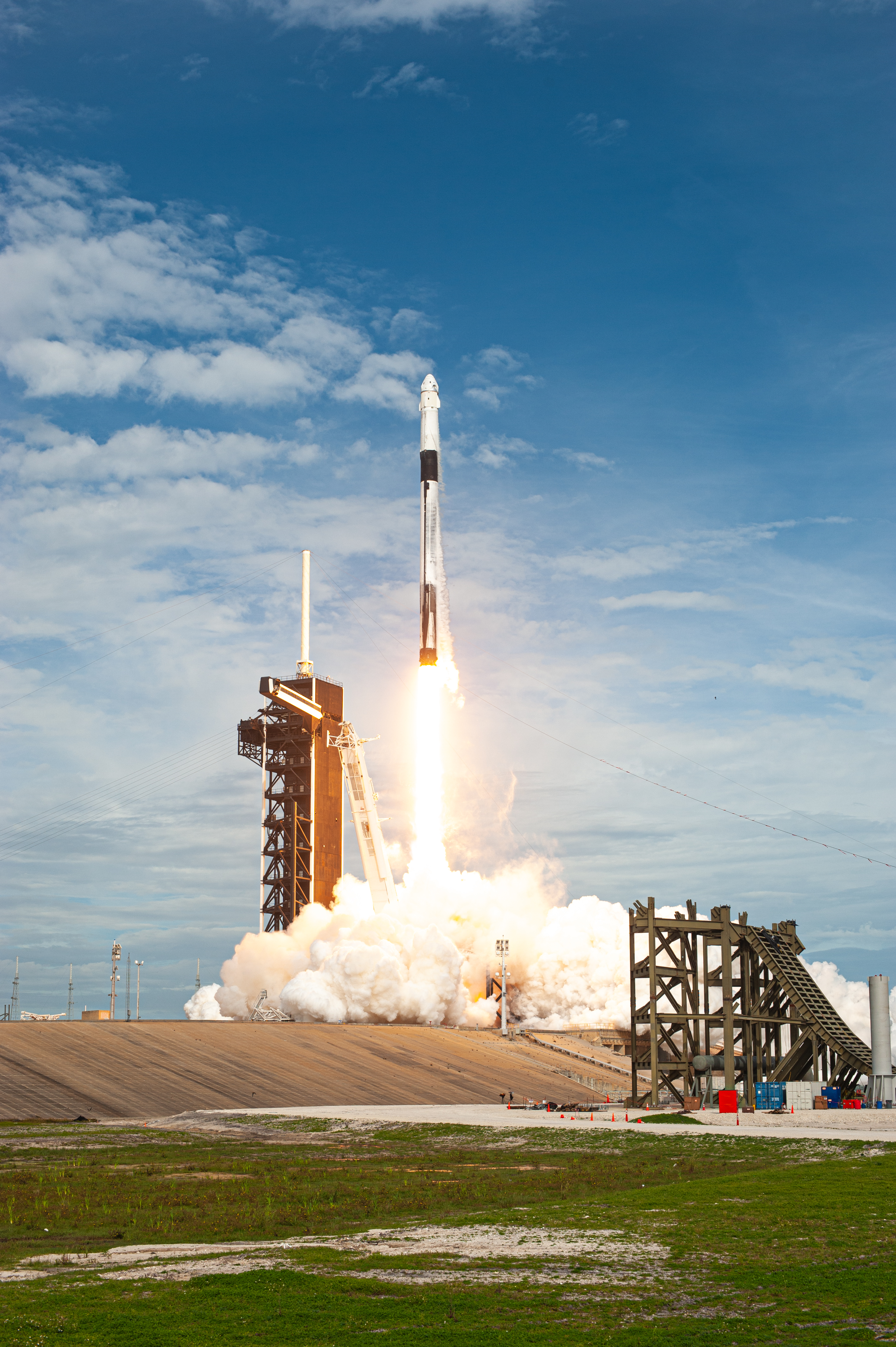
Зліт ракети Falcon 9 Block 5 під час тестування рятувальної системи Dragon 2 в польоті

SpaceX планувала здійснити тести рятувальної системи під час польоту зі стартового майданчика 39A космічного центру Кеннеді, Флорида після першого непілотованого тестового орбітального польоту і до першого пілотованого польоту. Тест планувалось здійснити у травні 2019 року за допомогою відновленої капсули з непілотованого орбітального польоту.
Раніше, тестування було заплановано до непілотованого орбітального тестового польоту, проте SpaceX та NASA вирішили, що безпечніше буде використати нову капсулу корабля.
Капсула Dragon 2 буде запущена у суборбітальний політ для активації рятувальної системи у стратосфері на максимальній аеродинамічній швидкості. Перша мета тесту — продемонструвати здатність системи до безпечного віддалення від ракети в надзвичайних умовах політної траєкторії, випробувати корабель у найбільш технічно складній ситуації. Після цього капсула повернеться на Землю за допомогою парашутів і, можливо, за допомогою вмонтованих двигунів на фінальному етапі посадки.
Спочатку планувалось, що капсула буде запущена ракетою Grasshopper до запуску Falcon 9 Full Thrust. Пізніше була підготовлена версія Falcon 9 з трьома двигунами першого ступеня. Проте, підготовку було скасовано. Тестування рятувальної системи відбудеться за допомогою ракети Falcon 9 Block 5.
19 січня 2020 року відбулося успішне тестування рятувальної системи в польоті.

### Тестовий орбітальний пілотований політ
Запуск другого демонстраційного польоту корабля відбувся із КЦ ім. Кеннеді, майданчик LC-39a ракетою Falcon 9. Старт здійснено 30 травня 2020 року, 19:22 (UTC). Стикування з МКС в автоматичному режимі успішно завершено 31 травня 2020 року о 14:16 (UTC), а 2 серпня о 18:48 (UTC) капсула здійснила успішну посадку у Мексиканській затоці.

## Пілотовані польоти

### Пілотовані польоти за контрактом з NASA
SpaceX уклала контракт щодо пілотованих польотів на ННО для NASA. Разом з тим, 5 лютого 2018 року Ілон Маск оголосив, що ракету-носій Falcon Heavy не використовуватимуть для пілотованих польотів. 6 лютого 2018 року Ілон Маск зробив заяву про те, що BFR використовуватимуть замість FH у пілотованих місіях.
У серпні 2018 року NASA і SpaceX погодили процедури завантаження пального, окисника, розміщення екіпажу. Гелій під високим тиском буде закачуватись першим, після цього займуть свої місця астронавти, приблизно за дві години до запуску. Після цього робітники наземних служб віддаляться на безпечну відстань. Рятувальна система буде активована приблизно за 40 хвилин до запуску з завантаженням ракетного палива.
24 квітня 2021 року SpaceX в третій раз відправив людей на МКС у рамках багатомільярдного контракту з NASA за програмою Commercial Crew Program.
8 квітня 2022 року SpaceX здійснила успішний запуск ракети Falcon 9 з кораблем Crew Dragon, на борту якого знаходились троє туристів (громадяни США, Канади та Ізраїлю) і один астронавт. Приватна місія Axiom-1 стала першим в історії туристичним космічним польотом на Міжнародну космічну станцію. Falcon 9 з космодрому імені Дж. Кеннеді на мисі Канаверал (штат Флорида). Цей проєкт здійснюється на замовлення компанії Axiom Space. 9 квітня 2022 року пілотований космічний корабель Crew Dragon успішно пристикувався до МКС. Члени екіпажу корабля перейшли на борт станції, де вони пробудуть вісім днів.
У 2023 році NASA планувало відправити черговий екіпаж до МКС 15 серпня, однак SpaceX оголосила, що старт переноситься на 23 серпня. Раніше було ухвалено рішення про перенесення запуску на 17 серпня. Причиною зміщення графіка є те, що в липні 2023 року SpaceX відправила в космос надважку ракету Falcon Heavy не з першої спроби. Річ у тім, що Falcon Heavy використовувала той самий стартовий майданчик, що й Falcon 9 із космічним кораблем Dragon Endurance, тому фахівцям потрібно більше часу на підготовку.

### Пілотований обліт Місяця
27 лютого 2017 року Ілон Маск оголосив, що компанія планує відправити двох туристів навколо Місяця на кораблі Dragon 2. Корабель мав рухатися за ретроградною навколомісячною траекторією, запуск планувалось здійснити наприкінці 2018 року. Корабель мав запускатись ракетою-носієм Falcon Heavy. Два туристи, імена яких не називались, вже заплатили частину коштів за політ. Імена туристів будуть названі пізніше після проходження результатів тестів стану здоров'я, щоб запевнитись у гарній фізичній формі туристів. Два туристи будуть єдиними астронавтами на борту корабля впродовж тижневого польоту довкола Місяця. «Це буде довга петля довкола Місяця…корабель рухатиметься біля поверхні Місяця, трохи далі у глибокий космос, після чого повернеться на Землю». «Я думаю, відстань становитиме приблизно 500 000—650 000 км» — зазначив Ілон Маск. Більшу частину часу польоту, корабель працюватиме автономно, проте пасажири тренуватимуться керувати кораблем на випадок аварійної ситуації. Капсула корабля матиме вдосконалення для подорожі у глибокий космос, Маск зазначає, що зміни торкнуться системи зв'язку.

### Місія Polaris Dawn
10 вересня 2024 року, о 5:23 ранку за місцевим часом (11:23 за Києвом), місія під назвою Polaris Dawn з чотирьох астронавтів стартувала в космос на кораблі Crew Dragon. Ракета-носій Falcon 9 була запущена з космодрому на мисі Канаверал в штаті Флорида (США). Космічний корабель Crew Dragon відокремився від верхнього ступеня Falcon 9 трохи більше ніж через 12 хв після запуску, після чого успішно вийшов на початкову еліптичну орбіту з максимальною висотою (апогеєм) близько 1200 км та мінімальною (перигеєм) 190 км. Згідно плану, після другого дня перебування у космосі, корабель спуститься приблизно до висоти 700 км, де залишатиметься доти, доки не виробить пальне і не повернеться на Землю. На цій висоті екіпаж на третій день виконає найважливішу частину місії — перший в історії комерційний вихід у відкритий космос. Командиром місії Polaris Dawn є мільярдер Джаред Айзекман, який і профінансував її. У вересні 2021 року він вже був у космосі, керувавши місією SpaceX Inspiration4. До нього приєдналися перші дві співробітниці SpaceX, інженери Сара Джилліс та Анна Менон, а також підполковник ВПС у відставці Скотт Потіт, який є пілотом місії.
12 вересня 2024 року, як повідомив ресурс Space.com, приватний екіпаж космічного корабля SpaceX у рамках місії Polaris Dawn здійснив вихід у відкритий космос. Це стало першим виходом у відкритий космос для непрофесійних астронавтів.
15 вересня 2024 року учасники місії Polaris Dawn SpaceX успішно повернулися на Землю.